# Grigori Rasputin
Grigóri Iefímovitch Raspútin (em russo:  Григо́рий Ефи́мович Распу́тин; Pokróvskoie, 21 de janeiro de 1869 — Petrogrado, atual São Petersburgo, 30 de dezembro de 1916) foi um místico russo, autoproclamado homem santo e filósofo que se aproximou da família do czar Nicolau II e tornou-se uma figura politicamente influente no final do período imperial.

## Biografia
Nascido de uma família plebeia na vila de Pokróvskoie na Sibéria, Raspútin passou por uma experiência de conversão religiosa após uma peregrinação até um mosteiro em 1897. Após viajar a Petrogrado por volta de 1903 a 1905, Raspútin cativou alguns líderes da Igreja Ortodoxa Russa e da sociedade. Ele tornou-se uma figura da sociedade e eventualmente se encontrou com o Czar em novembro de 1905.
No final de 1906 Raspútin começou a atuar como curandeiro do Czar e do filho da sua esposa, Alexei, que sofria de hemofilia e era o único herdeiro ao trono. Na corte ele era uma figura divisiva, visto por alguns russos como um místico, visionário e profeta e por outros como um charlatão. 
O ponto alto do seu poder deu-se em 1915, ocasião em que o Czar deixou a capital para vistoriar e monitorizar as tropas lutando na Primeira Guerra Mundial, provocando um aumento no poder da Imperatriz Alexandra e de Raspútin. Porém conforme a derrota da Rússia na guerra se aproximava a popularidade dos dois diminuía, até que no dia 30 de dezembro de 1916 Raspútin foi assassinado por um grupo de nobres conservadores que se opunham à sua influência sobre Alexandra e o Czar.
Há muita incerteza sobre a vida de Raspútin e o grau de influência que ele exerceu sobre o Czar e Alexandra. Os dados são muitas vezes baseados em memórias duvidosas, boatos e lendas. Enquanto a sua influência e posição possam ter sido exageradas, ele tinha-se tornado um sinónimo de poder, de devassidão e luxúria, ao ponto de alguns escritores terem afirmado que a sua presença desempenhou um papel significativo no aumento da impopularidade da casa imperial.

## Influência na corte russa

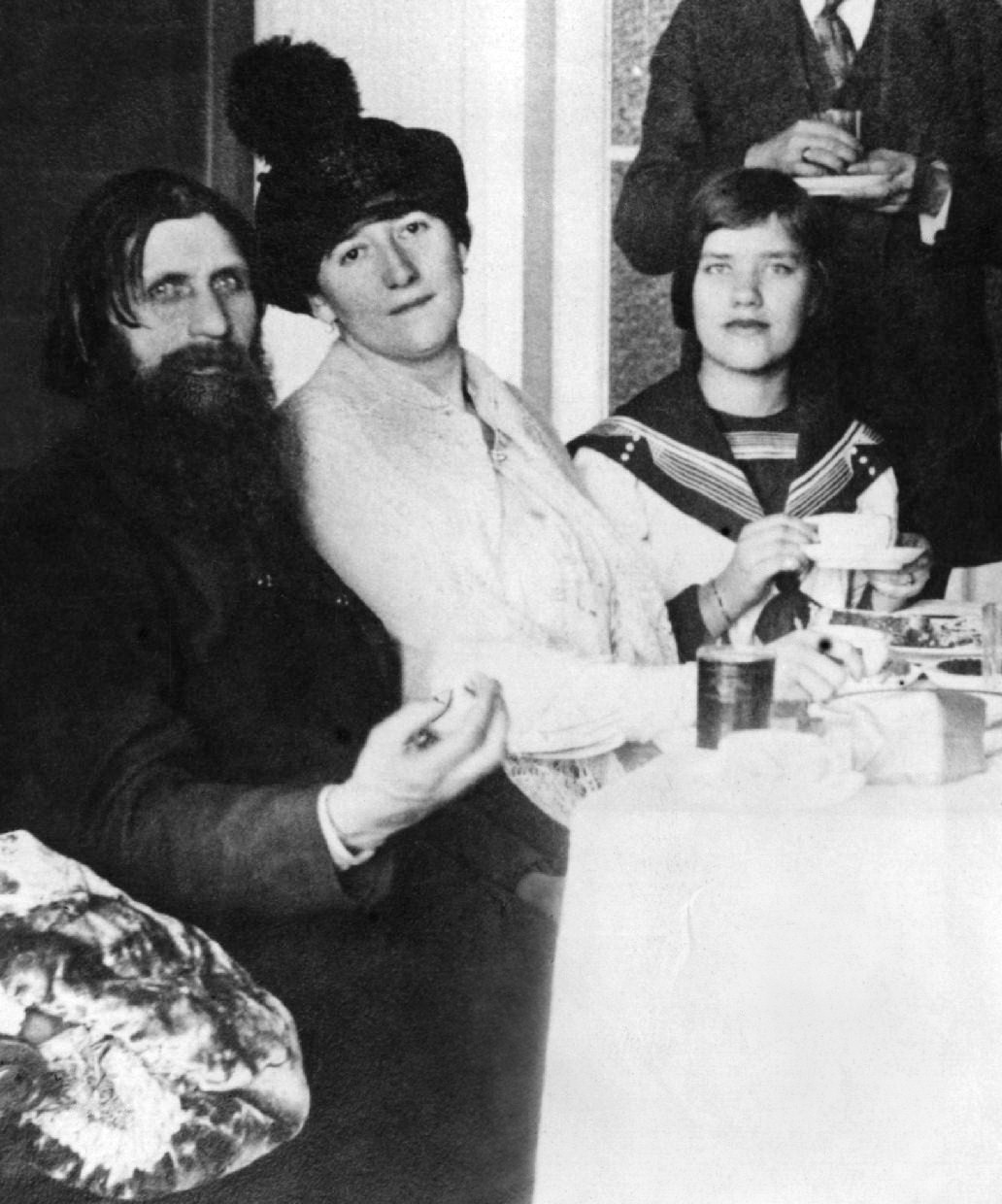
Raspútin com sua esposa Praskovya Dubrovina e sua filha Maria Rasputina, por volta de 1911.

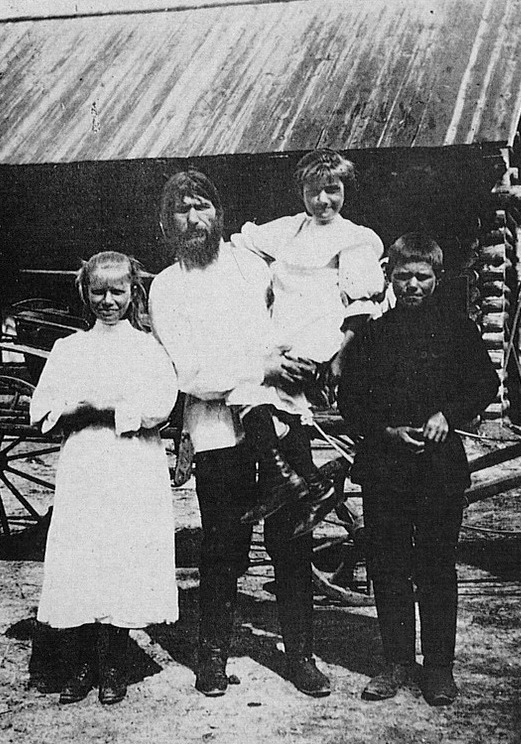
Raspútin e seus filhos, Maria, Varvara e Dmitri

Por volta de 1905 a sua já conhecida reputação de místico introduziu-o no círculo restrito da Corte imperial russa, onde segundo se dizia Raspútin teria salvado a vida de Alexei Romanov, o filho do czar, que era hemofílico.
A partir deste acontecimento a czarina Alexandra Feodorovna passa a dedicar-lhe uma atenção cega e uma confiança desmedida, denominando-o "mensageiro de Deus". Com esta proteção Raspútin passa a influenciar a Corte e principalmente a família imperial russa, colocando homens como ele no topo da hierarquia da poderosa Igreja Ortodoxa Russa.
Todavia o seu comportamento considerado dissoluto, licencioso e devasso (com supostas orgias e envolvimento com mulheres da alta sociedade) justificará denúncias feitas por políticos, dentre os quais se destacam Piotr Stolypin e Vladimir Kokovtsov. O czar Nicolau II afasta-se então de Raspútin, mas a czarina Alexandra mantém a sua confiança absoluta no decadente monge.

## Assassinato

### Previsão
Segundo o biografo e decano da Academia francesa, Henri Troyat, esse ancião ortodoxo (Staretz) teria previsto de alguma maneira a sua própria morte. Em expediente ao seu secretário, Aron Simanovitch, em 1916, ele escreve uma correspondência ao Czar: "Pressinto que deixarei de viver antes de 1 de janeiro. (...) Se eu for morto por assassinos comuns, particularmente pelos meus irmãos, os camponeses russos, tu, Czar da Rússia, não terás nada a temer pelos teus filhos (...) Mas se eu for morto por nobres russos, suas mãos ficarão manchadas por meu sangue durante vinte e cinco anos. (...) Se ouvires o som do sino a dizer que Gregório foi morto, fica a saber que, se foi um dos teus que provocou a minha morte, nenhum dos teus, nenhum dos teus filhos viverá mais de dois anos. Eles serão mortos pelo povo russo". A profecia de fato se confirmou. Dois anos depois do seu assassinato, tramado pelo nobre Yussupov, a família imperial foi brutalmente assassinada em 1918.

### Execução
De acordo com Pavel Milyukov, em maio de 1914 Raspútin tinha se tornado um fator influente na política russa. Em 27 junho de 1914, Raspútin chegou da capital em Pokrovskoye por volta das 15:00 do domingo. Em 12 julho de 1914, Raspútin saiu da casa, em resposta a um telegrama que havia recebido. Voltando à sua casa, de repente, foi atacado por Khionia Guseva. Esta mulher, que tinha o rosto escondido com um lenço preto, aproximou-se dele e tirou um punhal, esfaqueando-o no estômago, logo acima do umbigo. Raspútin afirmou que ele correu pela rua com as mãos sobre a barriga. Guseva alegou que ela o perseguiu, mas Raspútin pegou uma vara do chão e a atacou. Coberto de sangue, Raspútin foi levado para sua casa e pouco antes da meia-noite chegou um médico da aldeia vizinha que o operou à luz de velas.
Raspútin foi transportado por um barco a vapor na quinta-feira para Tyumen, acompanhado de sua esposa e filha. O czar enviou o seu próprio médico e depois de uma laparotomia e mais de seis semanas no hospital, onde ele teve que andar com um vestido, incapaz de usar roupas comuns, Raspútin se recuperou. Em 17 de agosto de 1914, deixou o hospital; em meados de setembro, estava de volta em Petrogrado. Sua filha, Maria, registou que Raspútin acreditava que Iliodor e Vladimir Dzhunkovsky haviam organizado o ataque, além de ter apresentado uma personalidade diferente e começado a beber.
Após o ataque, Iliodor, vestido de mulher, fugiu com a ajuda de Maxim Gorki todo o caminho em torno do Golfo de Bótnia para Oslo. Guseva, uma mulher fanática religiosa, havia sido a sua partidária em anos anteriores, "negou a participação de Iliodor, declarando que ela tentou matar Raspútin porque ele espalhava tentação entre os inocentes". Em 12 de outubro 1914, o pesquisador declarou que Iliodor era culpado de incitar o assassinato, mas o procurador local decidiu suspender qualquer ação contra ele por motivos não divulgados. Guseva foi trancada num hospício em Tomsk e um julgamento foi evitado.

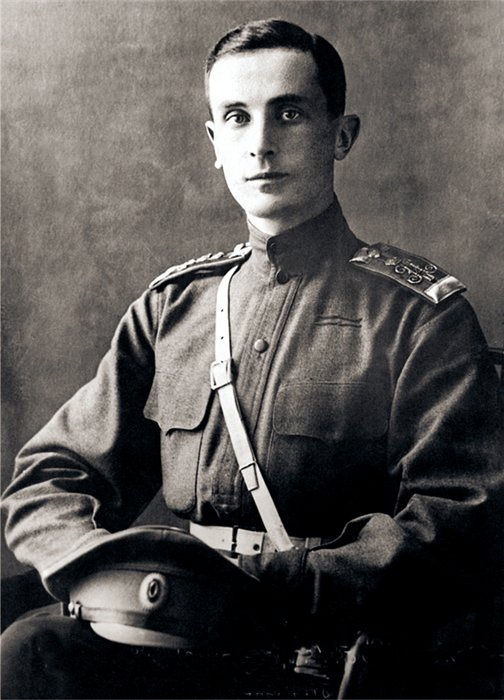
Príncipe Félix Iusupov, assassino de Raspútin.

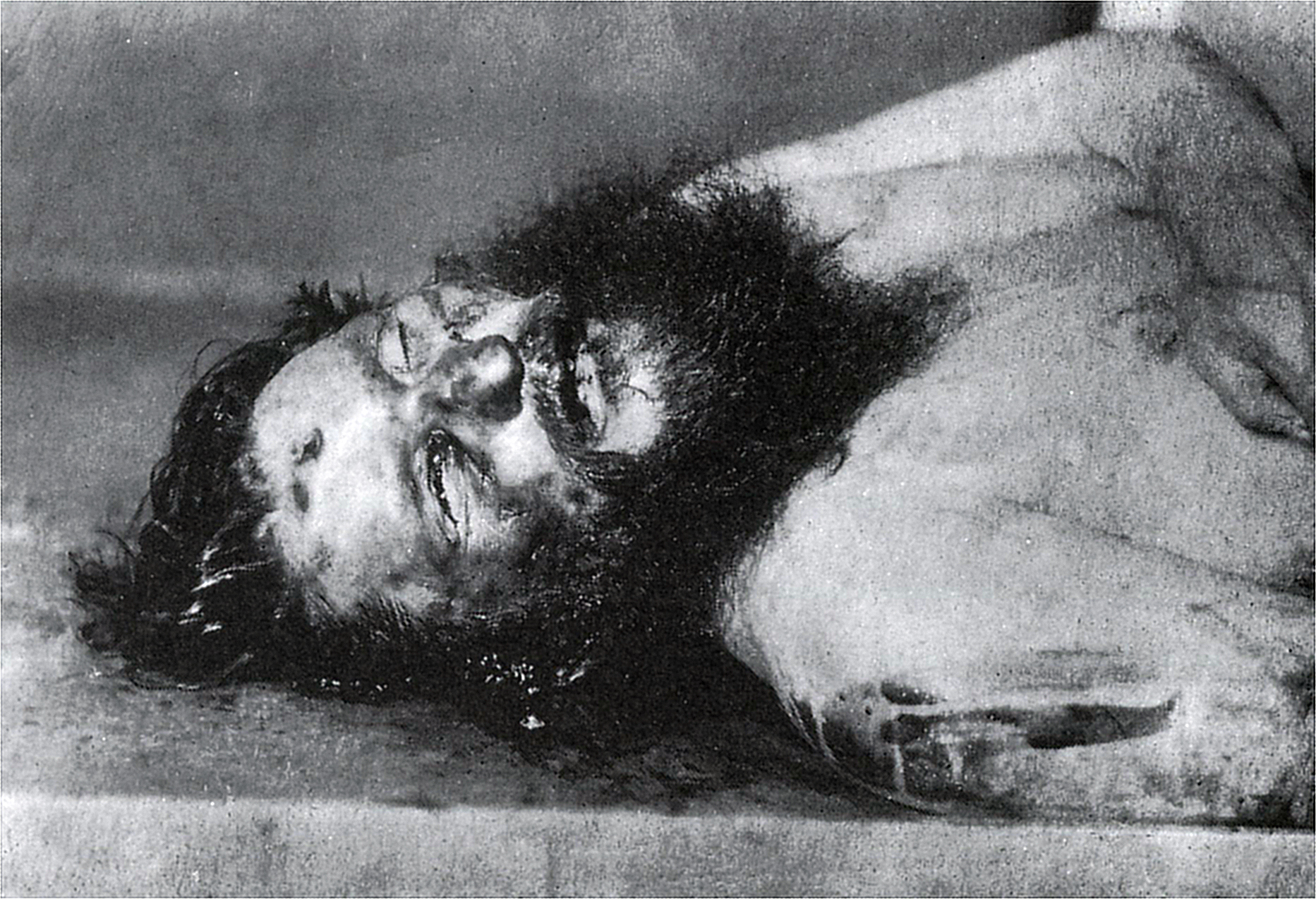
Corpo de Raspútin com ferimento da bala na testa

A maioria dos inimigos de Raspútin tinha até agora desaparecido. Stolypin foi morto, Kokovtsov havia caído do poder, Theofan foi exilado, Hermogen [ilegalmente] banido e Iliodor ficou na clandestinidade.
A Primeira Guerra Mundial trouxe novos contornos à atuação de Raspútin, já odiado pelo povo e pelos nobres, que o acusaram de espionagem ao serviço da Alemanha. Escapou às várias tentativas de aniquilamento, mas acabou por ser vítima de uma trama de parlamentares e aristocratas da grande estirpe russa, entre os quais, Yussupov.
Raspútin também foi conhecido por uma suposta e curiosa morte: primeiro ele foi envenenado num jantar, porém sua úlcera crónica fê-lo expelir todo o veneno. Quando dois operários notaram sangue no corrimão da ponte Petrovsky e uma bota foi encontrada no gelo abaixo, a polícia do rio começou a procurar na área pelo corpo de Raspútin. Seu corpo foi encontrado sob o gelo do rio em 1 de janeiro [O.S. 19 de dezembro], aproximadamente 200 metros a jusante da ponte. Uma autópsia foi realizada pelo Dr. Dmitry Kosorotov, cirurgião sénior de autópsia da cidade. O relatório que Kosorotov escreveu mais tarde foi perdido, mas depois afirmou que o corpo de Raspútin havia mostrado sinais de trauma grave, incluindo três ferimentos de bala — um dos quais havia sido sustentados de perto, e para a testa — uma ferida fatia para o seu lado esquerdo e muitos outros ferimentos, muitos dos quais Kosorotov sentia terem sido sustentados após a morte.
Kosorotov encontrou uma única bala no corpo de Raspútin, mas afirmou estar muito deformado e de um tipo muito usado para rastrear. Ele não encontrou evidências de que Raspútin tenha sido envenenado. De acordo com Douglas Smith e Joseph Fuhrmann, Kosorotov não encontrou água nos pulmões de Raspútin, e relatos de que Raspútin havia sido jogado na água vivo estavam incorretos. Ao contrário de alguns relatos posteriores que afirmavam que o pénis de Raspútin havia sido amputado; Kosorotov encontrou seus genitais intactos.
Raspútin foi enterrado em 2 de janeiro [O.S. 21 de dezembro] em uma pequena igreja que Anna Vyrubova construía em Tsarskoye Selo. O funeral foi assistido apenas pela família real e alguns de seus íntimos. A esposa, a amante e os filhos de Raspútin não foram convidados, embora suas filhas tenham se encontrado com a família real na casa de Vyrubova mais tarde naquele dia. Seu corpo foi exumado e queimado por um ataque de soldados pouco depois que o czar abdicou do trono em março de 1917, de modo a evitar que seu local de sepultamento se tornasse um santuário ou um ponto de reunião para os apoiadores do antigo regime.

### Envolvimento doMI6
Alguns historiadores sustentam o envolvimento do serviço secreto britânico no assassinato. Tal envolvimento seria decorrente da crença de que Raspútin poderia influenciar o Czar a aceitar a paz com os Impérios Centrais.
Alguns escritores — incluindo Oleg Shishkin, Andrew Cook, Richard Cullen e Michael Smith — sugeriram que agentes do Serviço Secreto Britânico de Inteligência (BSIS) estavam envolvidos no assassinato de Raspútin. De acordo com esta teoria, os agentes britânicos estavam preocupados de que Raspútin pedia ao czar para fazer uma paz separada com a Alemanha e retirar-se da guerra, e que isso permitiria à Alemanha transferir um grande número de tropas para a Frente Ocidental. A teoria sugere, em outras palavras, que os agentes britânicos desempenharam um papel ativo no assassinato de Raspútin a fim de manter a Rússia na guerra e forçar a Alemanha a continuar a defender a Frente Oriental. Embora existam várias variantes dessa teoria, em geral, elas sugerem que os agentes de inteligência britânicos sob o comando de Samuel Hoare, e em particular Oswald Rayner — que frequentaram a Universidade de Oxford com Yusopov — estavam diretamente envolvidos no planejamento e execução do assassinato ou que Rayner atirou pessoalmente em Raspútin. No entanto, os historiadores não consideram seriamente essa teoria. Segundo o historiador Douglas Smith, "não há evidência convincente de que coloque quaisquer agentes britânicos na cena do crime". O historiador Keith Jeffrey afirmou que, se agentes da Inteligência britânica estivessem envolvidos no assassinato de Raspútin, "eu teria esperado para encontrar algum vestígio do que "nos arquivos do MI6, mas que tal evidência não existe.[carece de fontes?]